# Raj (Leniwiec)
Raj – siódmy album jeleniogórskiej grupy muzycznej Leniwiec, wydany w 2016 przez Mystic Production.

## Skład
- Agnieszka „Agis” Szpargała – śpiew, saksofon
- Zbigniew „Mucha” Muczyński – śpiew, gitara elektryczna
- Paweł „Cyna” Nykiel – puzon, akordeon, chórki
- Paweł „Rusek” Wrocławski – gitara elektryczna, gitara akustyczna, klawisze, chórki
- Wojciech „Winial” Wiktorski – gitara basowa, chórki
- Jakub „Pepesza” Matusiak – perkusja, chórki

Gościnnie:
- Smalec (Gaga/Zielone Żabki)
- Jacek Stęszewski (Koniec Świata)
- Nyl

## Lista utworów
1. Moje miasto
2. Psy
3. Miłość jak z Horroru
4. Raj
5. Edelman
6. Mandela
7. Take On Me
8. Moje Karkonosze
9. Królowa nocy
10. Chłopcy z Placu Broni
11. 22 kolejki Wódki
12. Tak mnie to bawi
13. Moje Karkonosze akustycznie

Bonus Track:
- Chłopaki urodzeni po Wembley